# Belval (Manche)
Belval ist eine französische Gemeinde mit 334 Einwohnern (Stand 1. Januar 2022) im Département Manche in der Region Normandie. Sie gehört zum Kanton Quettreville-sur-Sienne und zum Arrondissement Coutances.
Sie grenzt im Nordwesten an Cambernon, im Nordosten an Camprond, im Osten an Savigny, im Süden an Ouville und im Westen an Courcy.

## Bevölkerungsentwicklung
| Jahr      | 1962 | 1968 | 1975 | 1982 | 1990 | 1999 | 2008 | 2018 |
| --------- | ---- | ---- | ---- | ---- | ---- | ---- | ---- | ---- |
| Einwohner | 314  | 290  | 234  | 253  | 274  | 274  | 305  | 318  |

## Sehenswürdigkeiten
- Kirche Saint-Martin
- Bahnhof an der Bahnstrecke Lison–Lamballe, eröffnet 1878

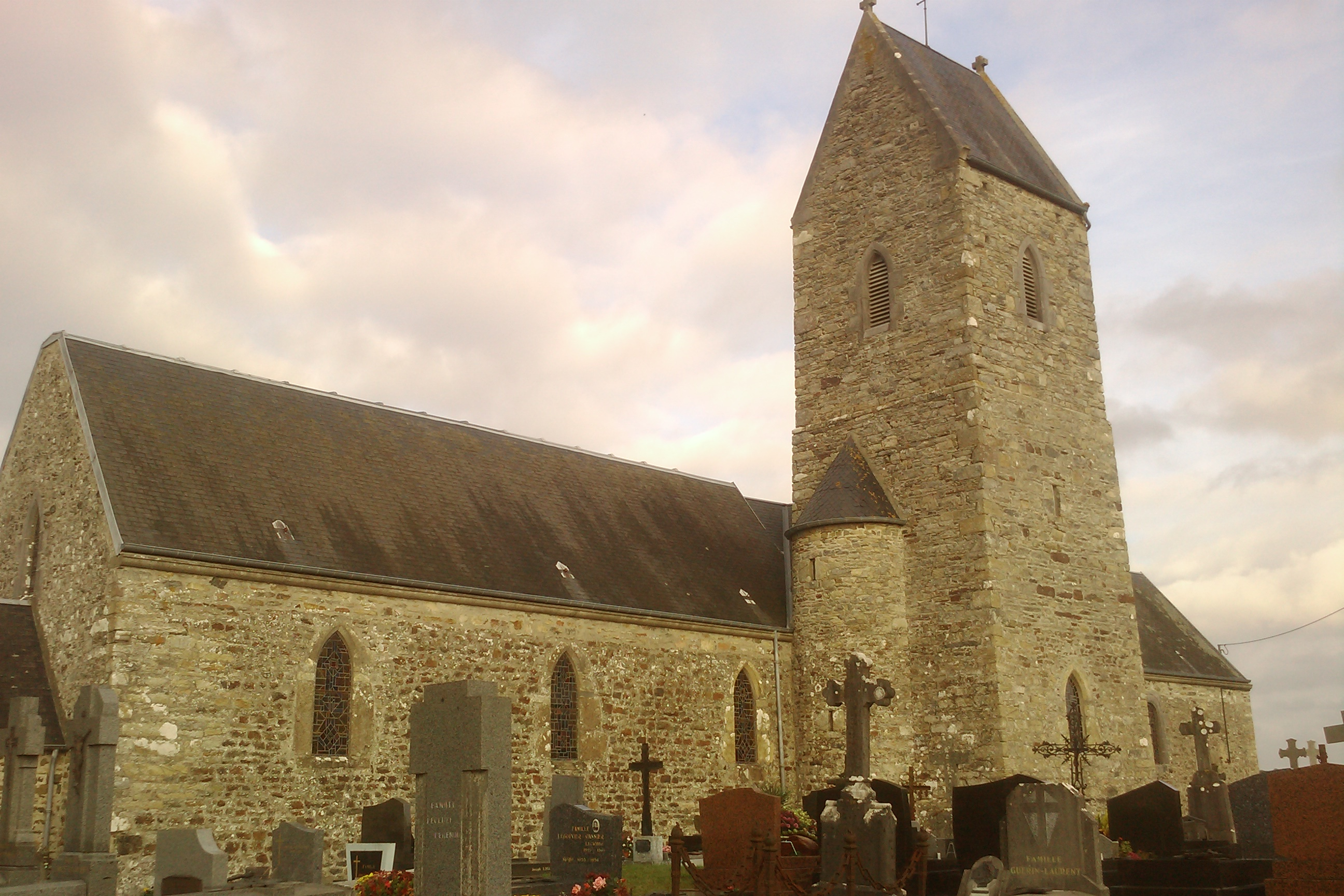
Kirche Saint-Martin
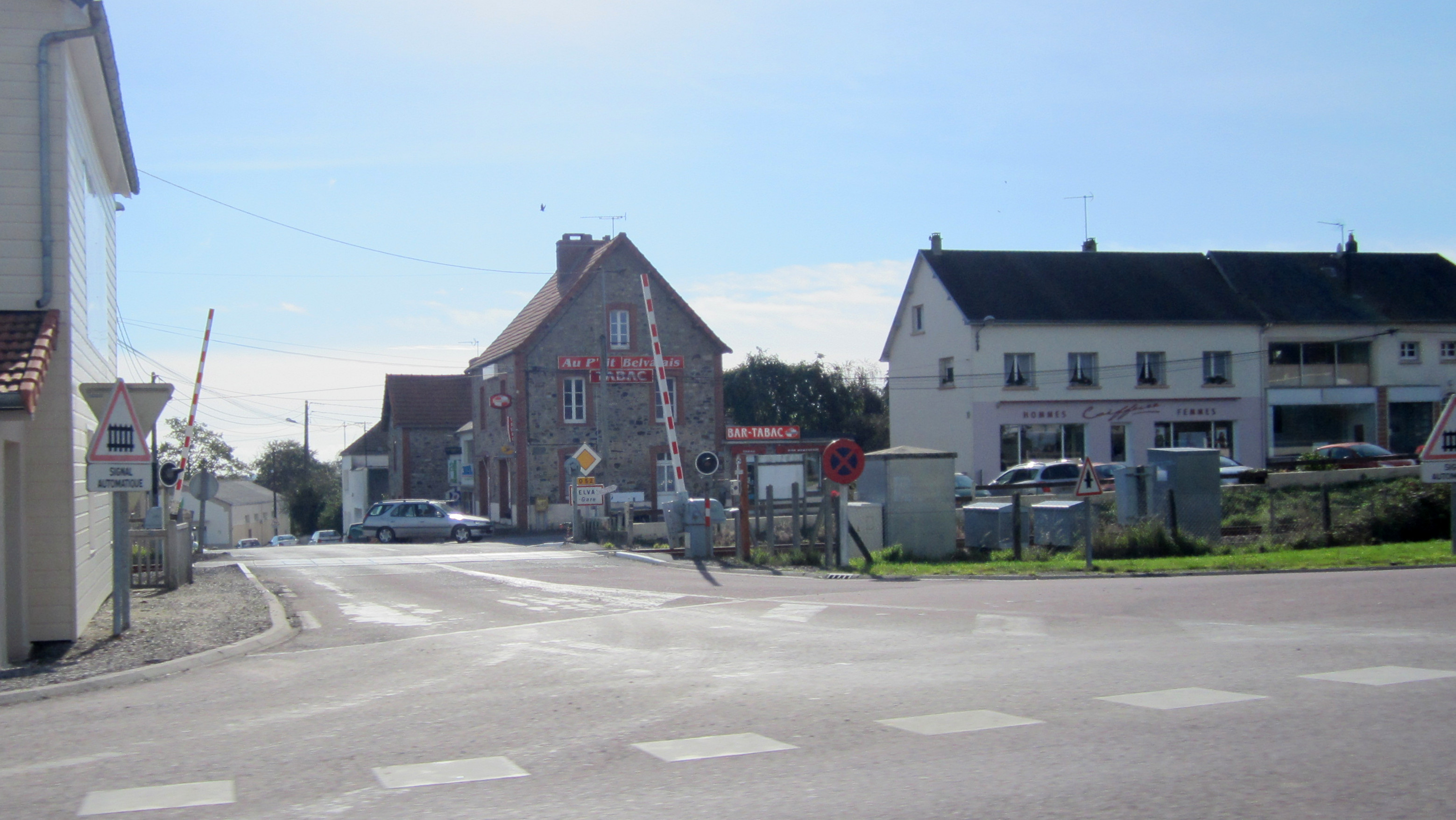
Bahnübergang in Belval